# Cedar Springs (California)
Cedar Springs es un área no incorporada ubicada en el condado de Los Ángeles en el estado estadounidense de California.

## Geografía
Cedar Springs se encuentra ubicada en las coordenadas 34°21′2″N 117°53′6″O / 34.35056, -117.88500.